# Syndiga kvinnor i San Francisco
Syndiga kvinnor i San Francisco, originaltitel: Hot Lunch, är en pornografisk film från 1978, regisserad av John Hayes.

## Handling
När Andrew blir avskedad börjar han sälja böcker. Det går bra för honom även trots att han ägnar den mesta tiden åt samlag.

## Om filmen
Filmen är inspelad i San Francisco och hade premiär i USA 1978.

## Rollista
- Jon Martin – Andrew
- Christine De Shaffer – Luana
- Brigit Olsen – Gloria
- Desiree Cousteau – Salome
- Mandy Ashley – Hathaway
- Bonnie Holiday – Rita
- Sharon Kane – Unis
- Juliet Anderson – Toni
- Dorothy Smight – Lisa
- Anita Grimes – Tish
- Paul Roman – Polo
- William Niles – David

### Webbkällor
- Syndiga kvinnor i San Francisco på Svensk Filmdatabas
- Syndiga kvinnor i San Francisco på Internet Movie Database (engelska)